# وایسلبورگ لند
وایسلبورگ لند (به آلمانی: Wieselburg-Land) یک منطقهٔ مسکونی در اتریش است که در ناحیه شایبس واقع شده‌است. وایسلبورگ لند ۳۳٫۹۴ کیلومتر مربع مساحت دارد ۲۶۴ متر بالاتر از سطح دریا واقع شده‌است.